# حيصل بطيخي

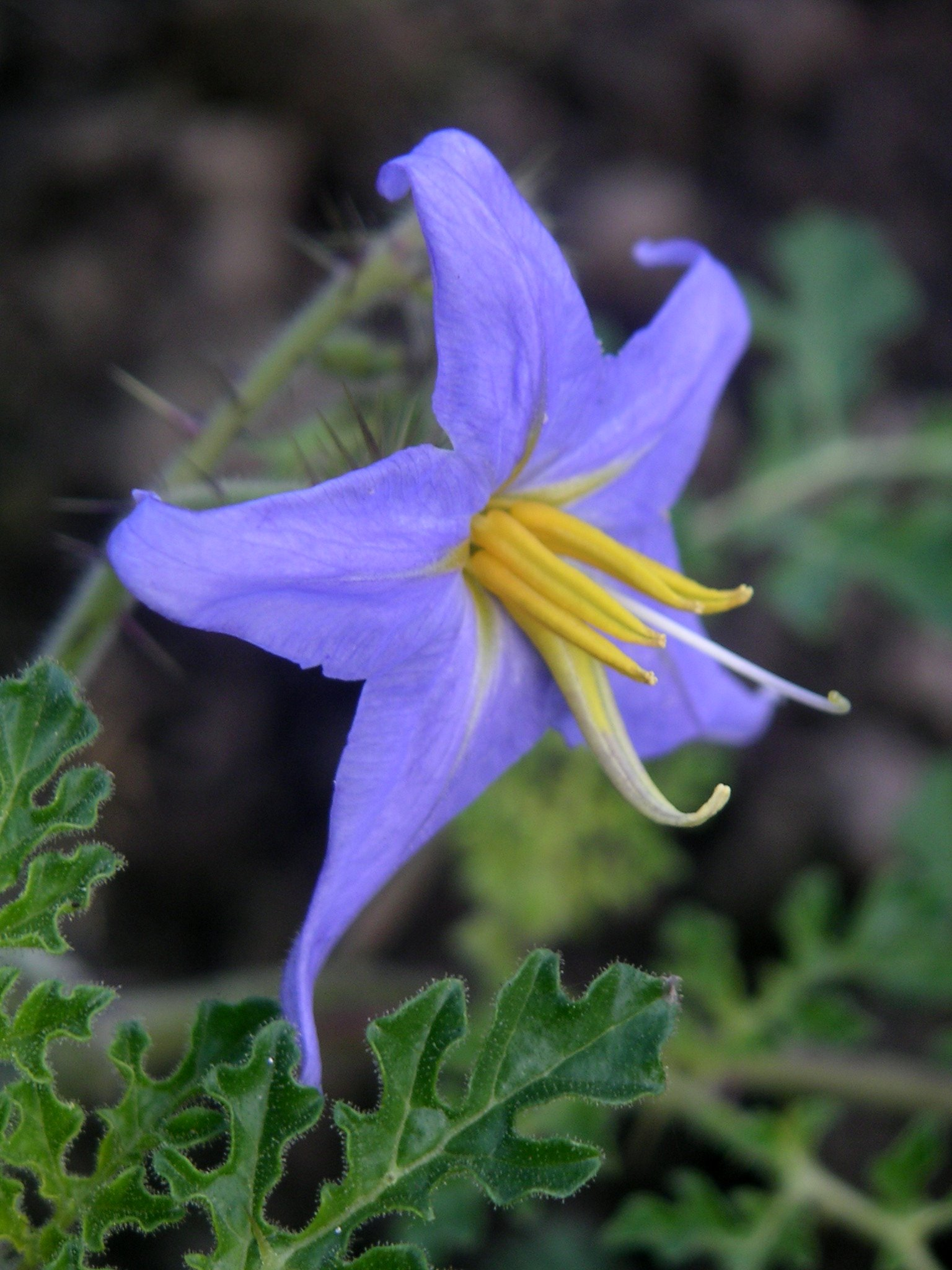
صورة قريبة للزهرة

حَيْصَل بطّيخي نوع من النباتات المزهرة في الفصيلة الباذنجانية. يُسمَّى بذلك لأن أوراقه تشبه أوراق نبات البطيخ. وهو شجيرة ذات جذع أبيض بزهور أرجوانية على شكل نجمة. موطنها جنوب الولايات المتحدة وتزرع في الحدائق المنزلية نباتًا للزينة. ساقه فرعاء قصيرة تعلو من ٥٠ إلى ٦٠ سم. أزهاره كبيرة عريضة قطرها نحو ٤ سم. ثماره بيضية صغيرة القد جؤوية اللون.